# سیارک ۶۵۶۹۴
سیارک ۶۵۶۹۴ (به انگلیسی: 65694 Franzrosenzweig، نامگذاری:1991RX40) شصت و پنج هزار و ششصد و نود و چهارمین سیارک کشف شده‌است که در ۱۰ سپتامبر ۱۹۹۱ کشف شد.